# Observador (Internet)
Un observador (en anglès, lurker) és el mot usat en entorns virtuals per a definir els participants de comunitats virtuals que tenen una activitat receptiva, sense fer cap mena de contribució, ni aportant fitxers o escrivint en els fòrums o grups de discussió.
El nivell d'activitat d'un usuari en una comunitat virtual està relacionat amb el valor o benefici percebut. En el cas de participants silenciosos o lurkers el benefici esperat resulta d'una major visibilitat de la interacció social o de la causa altruista és menor que la percepció negativa d'aquesta participació, a diferència dels participants actius. Entre els motius de la falta de participació activa s'han citat l'absència d'anonimat, el temor ha ser ridiculitzat per membres més agressius, la impossibilitat d'aportar informació per raons contractuals o de secret professional, la falta de temps, l'afany de diners, la creença de no tenir res valuós o res a aportar, la no alineació amb els objectius de comunitat, etc.
D'acord amb la teoria de les comunitats de pràctica, un lurker té el que es coneix com a participació perifèrica legítima i s'espera que, amb el temps, pot arribar a integrar-se com a membre actiu de la comunitat.